# Sergiu Hanca
Sergiu Cătălin Hanca (pronuncia rumena [ˈserd͡ʒju kətəˈlin ˈhaŋka]; Târgu Mureș, 4 aprile 1992) è un calciatore rumeno, centrocampista del Petrolul Ploiești.

## Palmarès

### Club

#### Competizioni nazionali
- Liga II: 1

Târgu Mureș: 2013-2014
- Supercoppa di Romania: 1

Târgu Mureș: 2015
- Coppa di Polonia: 1

KS Cracovia: 2019-2020
- Supercoppa di Polonia: 1

KS Cracovia: 2020